# Gunnar Björnstrand
Knut Gunnar Johanson (13. listopadu 1909 – 24. května 1986) byl švédský herec známý častou spoluprací se spisovatelem a režisérem Ingmarem Bergmanem.

## Životopis
Björnstrand se narodil ve Stockholmu pod jménem Knut Gunnar Johanson jako syn herce Oscara Johansona a Elly Mauléonové. Po ukončení studia na herecké škole Královského dramatického divadla vystupoval v divadle, filmu a rádiu. Björnstrandovou první spoluprací s Ingmarem Bergmanem byla divadelní představení z roku 1941 Strašidelná sonáta Augusta Strindberga.
Po podpisu smlouvy se Svensk Filmindustri mu byly nabízeny zejména role v komediích, včetně Bergmanových Úsměvů letní noci (1955). V roce 1957 se však objevil ve dvou dramatických rolích v Bergmanových filmech, v Sedmé pečeti a Lesních jahodách. Pravidelně hrál i v dalších Bergmanových filmech až do roku 1968. Od té doby s tímto režisérem spolupracoval méně často. Ztvárnil také hlavní role ve Stockholmském městském divadle (Stockholms stadsteater) a v soukromých divadlech. V pozdějších letech se Björnstrand kvůli důsledkům cévní mozkové příhody vyhýbal dlouhodobým smlouvám a zaměřil se na divadelní a televizní práci. Jeho posledním filmem byla spolupráce na Bergmanově filmu Fanny and Alexander (1982). Vzhledem k tomu, že v té době trpěl ztrátou paměti, byla pro něj natáčení velmi náročné. Björnstrand zemřel ve Stockholmu v roce 1986.
V roce 1983 získal cenu Cenu Ingmara Bergmana na 19. ceremoniálu Guldbagge Awards. 
Björnstrand byl ženatý s herečkou a spisovatelkou Lillie Björnstrand. Měli tři dcery, Kristinu, Gabrielle a Veroniku Björnstrandovou. Veronica také působila v divadle a televizi. Björnstrand byl také politicky aktivní a účastnil se protestů proti vietnamské válce. 
- Zápas jeho života (1932)
- Torment (1944, rež.) Alf Sjöberg)
- Prší na naši lásku (1946)
- Příkazy Kristin (1946)
- Zatímco dveře byly zamčené (1946)
- Dvě ženy (1947)
- Noc je moje budoucnost (1948)
- Moje sestra a já (1950)
- Celní úředník Bom (1951)
- Tajemství žen (1952)
- Piliny a pozlátko (1953)
- Lekce v lásce (1954)
- Sny (1955)
- Úsměvy letní noci (1955)
- Sedmé nebe (1956)
- Sedmá pečeť (1957)
- Night Light (1957, režie). Lars-Eric Kjellgren)
- Lesní jahody (1957)
- Summer Place Wanted (1957)
- Kouzelník (1958)
- Slečna April (1958)
- Ďábelské oko (1960)
- Sklo temně (1961)
- Pleasure Garden (1961, režie). Alf Kjellin)
- Zimní světlo (1963)
- Milující páry (1964)
- Äktenskapsbrottaren (1964)
- Persona (1966)
- Hagbard a Signe (1967)
- Dívky (1968)
- Hanba (1968)
- Blow Hot, Blow Cold (1969)
- Obřad (1969)
- Pistole (1973)
- Tváří v tvář (1976)
- Sonáta podzimu (1978)
- Fanny a Alexander (1982)